# Agrotis liouvillei
Agrotis liouvillei là một loài bướm đêm trong họ Noctuidae.